# Germán Martínez Cázares
Germán Martínez Cázares (Quiroga, Michoacán; 20 de junio de 1967) es un abogado y político mexicano, miembro del Partido Acción Nacional. Ha ocupado varios cargos en la política mexicana, como presidente de partido, senador y director general del IMSS. 
Entre 2006 y 2007 fue secretario de la Función Pública en el gobierno de Felipe Calderón, y Presidente Nacional del PAN desde el 8 de diciembre de 2007, el 6 de julio de 2009 anunció su decisión de renunciar a dicho cargo.
En 2018 entra por invitación de Andrés Manuel López Obrador, al partido Morena. Sin embargo, tras ser director del IMSS y senador de la República por parte se este partido, anuncia su renuncia en 2021, sumandose al Grupo Plural.

## Biografía
Es abogado egresado de la Universidad La Salle, ha sido diputado federal en dos ocasiones, a la LVII Legislatura de 1997 a 2000 y a la LIX Legislatura de 2003 a 2006, durante esta última fue Coordinador adjunto de la fracción parlamentaria del PAN.
Fue miembro del PAN desde 1988 ha ocupado numerosos cargos en el Comité Ejecutivo Nacional, como Secretario de Estudios, Coordinador de la plataforma legislativa, Secretario General Adjunto, y tanto en 2000 como en 2006 ha sido representante del PAN ante el Consejo General del Instituto Federal Electoral, siendo estos dos último cargos los que mayor proyección mediática le han dado.
El 27 de septiembre de 2007 renunció a su cargo como titular de la Secretaría de la Función Pública, con el objetivo de buscar la dirigencia nacional del Partido Acción Nacional, siendo sucedido en la titularidad de la secretaría por Salvador Vega Casillas.
Tras su renuncia y postulación a la Presidencia del PAN, se incorporó a la campaña de Salvador López Orduña a Gobernador de Michoacán y el 29 de octubre se registró formalmente como candidato a Presidente Nacional del PAN. El registro de precandidatos se cerró el 23 de noviembre sin que hubiera ningún otro precandidato que lo solicitara, por lo cual fue candidato único a la Presidencia Nacional de su partido.
El Consejo Nacional del PAN lo eligió por 341 a favor como nuevo Presidente del PAN tomando protesta el día 8 de diciembre de 2007. Tras las Elecciones federales de México de 2009 anunció su renuncia a la presidencia del PAN, por los resultados desfavorables que tuvo su partido, el 6 de julio de 2009, que se haría efectiva en el momento en que el Consejo Nacional eligiese al nuevo dirigente. El 8 de agosto de 2009, fue elegido su sucesor al cargo, César Nava Vázquez, con 290 votos a favor y 39 en contra.
El 26 de mayo de 2011 la Junta de Gobierno de la Universidad La Salle campus Condesa, lo nombra Director de la Facultad de Derecho para el periodo 2011 a 2014.

## Senador de la República y Renuncia del PAN
El 18 de febrero de 2018 se enunció que había sido aprobada su candidatura a Senador de la República por lista nacional del Movimiento Regeneración Nacional.
El 13 de marzo de 2018 anuncia su renuncia al PAN tras 30 años de militancia, ahora se incorpora a las filas de Morena, 
Gustavo Madero en febrero de 2019 dijo "da risa y es patético que Germán Martínez esté con AMLO."
El 1 de julio de 2018 gana las elecciones de Senador, para integrar la LXIV Legislatura del Congreso de la Unión de México por parte de Movimiento de Regeneración Nacional, para el periodo 2018-2024. Sin embargo el 8 de julio de 2018, Andrés Manuel López Obrador lo designa como director general del IMSS. Desde el 1 de diciembre de 2018 se desempeñó en dicho cargo y presentó su renuncia el 21 de mayo de 2019, reincorporándose posteriormente al Senado de la República a partir del 22 de mayo de 2019. 
Durante su corto periodo de actividades como senador de la República, propuso e impulsó las reformas a la Ley de Seguridad Social, para que las parejas homosexuales tengan los mismos derechos de pensiones en caso de viudez. Dicha propuesta fue apoyada por las bancadas de todos y cada uno de los partidos representados en la cámara alta el 6 de noviembre de 2018

## Renuncia a MORENA, trayectoria como legislador y creación del Grupo Plural
El 3 de noviembre del 2021, el actual senador Germán Martínez Cázares dejó de pertenecer a la bancada del Movimiento de Regeneración Nacional (Morena) en el Senado de la República, para integrarse de lleno al denominado Grupo Plural, el primer grupo parlamentario mixto e independiente en la historia del Senado de la República de México, creado por las Senadoras Nancy de la Sierra Arámburo y Alejandra León Gastelum (ambas provenientes del Partido del Trabajo), Emilio Álvarez Icaza (Senador sin grupo parlamentario) y Gustavo Madero Muñoz (proveniente del Partido Acción Nacional, siendo el único de los cinco parlamentarios que no renunció a su militancia partidista).
Como Senador de la República, Germán Martínez presentó significativas iniciativas entre las que destacan la Iniciativa de Ley General de Responsabilidad Empresarial y Debida Diligencia Corporativa, primer intento normativo en América Latina en tratar de normar la responsabilidad de las empresas por violaciones a derechos humanos, la primera propuesta en México para crear una Comisión Independiente para investigar los casos de pederastia clerical cometidos por la Iglesia en el país a raíz del escándalo del sacerdote y abusador sexual Marcial Maciel (iniciativa presentada conjuntamente con la senadora Malú Micher), así como una reforma integral a la Comisión Nacional de los Derechos Humanos de México (CNDH).